# Johann Georg Bestelmeyer
Johann Georg Bestelmeyer (* 22. August 1785 in Schwabach; † 28. September 1852 in Nürnberg) war ein Tabakfabrikant und Landtagsabgeordneter im Königreich Bayern. 
Bestelmeyer galt als führender Vertreter des radikalen Flügels des fränkischen Liberalismus: Er war ab 1818 in der Kommunalpolitik in Schwabach engagiert und wurde 1819 für den Stimmkreis Rezatkreis als Abgeordneter der Klasse IV in den ersten Bayerischen Landtag gewählt. 1825 zog er nach Nürnberg um, war dort erneut kommunalpolitisch tätig und wurde 1829 zum Zweiten Bürgermeister gewählt. Diese Wahl wurde – ebenso wie die Wiederwahl in den Bayerischen Landtag 1830 – durch König Ludwig I. „aus politischen Gründen“ nicht bestätigt. Von 1838 bis 1848 konnte er das stellvertretende Bürgermeisteramt schließlich doch ausüben und war von 1837 bis 1848 auch wieder Mitglied der Kammer der Abgeordneten für die Klasse IV im Stimmkreis Rezatkreis bzw. Mittelfranken.